# Gina Mazany
Gina Mazany (Anchorage, Alaska; 19 de agosto de 1988) es una artista marcial mixta estadounidense que compite en la Ultimate Fighting Championship.

## Primeros años
Natural de Anchorage (Alaska), de joven fue patinadora artística. Se graduó en el instituto Bartlett. Su primer deporte de combate fue el boxeo, cuando tenía dieciocho años, y poco después pasó a las artes marciales mixtas.

## Carrera de artes marciales mixtas

### Inicios
Mazany acumuló un récord de 4-0 antes de unirse a UFC y ganó el Campeonato de Lucha de Alaska de peso gallo femenino, derrotando a Katie Halley en 2016.

### The Ultimate Fighter 18
El 4 de septiembre de 2013, Mazany compitió como luchadora en The Ultimate Fighter: Team Rousey vs. Team Tate. En uno de los 16 combates preliminares, Mazany se enfrentó a Julianna Peña y perdió el combate por decisión unánime tras dos asaltos.

### Ultimate Fighting Championship
Mazany hizo su debut promocional el 19 de febrero de 2017. Se enfrentó a Sara McMann, en sustitución de Liz Carmouche en UFC Fight Night: Lewis vs. Browne. Perdió la pelea por sumisión debido a un estrangulamiento de triángulo de brazo en la primera ronda.
Su segunda pelea en UFC llegó el 25 de noviembre de 2017, enfrentándose a Yanan Wu en UFC Fight Night: Bisping vs. Gastelum. Ganó la pelea por decisión unánime.
El 27 de mayo de 2018, Mazany se enfrentó a la sueca Lina Länsberg en UFC Fight Night: Thompson vs. Till. Perdió la pelea por decisión unánime.
Mazany se enfrentó a Macy Chiasson el 2 de marzo de 2019, en UFC 235. Perdió la pelea por TKO en la primera ronda.
El 21 de enero de 2020, Mazany fue liberada de la UFC.

### King of the Cage
Mazany se enfrentó a Valerie Barney en King of the Cage: Golden Fights el 25 de enero de 2020. Ganó la pelea en el primer asalto.

### Regreso a UFC
Mazany se enfrentó a Julia Avila el 13 de junio de 2020 en UFC on ESPN: Eye vs. Calvillo. Perdió el combate por nocaut técnico en el primer asalto.
Luchó con Rachael Ostovich el 28 de noviembre de 2020, en UFC on ESPN: Smith vs. Clark. Ganó el combate por TKO en el tercer asalto con patadas al cuerpo.
Más adelante le tocó enfrentarse a la brasileña Priscila Cachoeira el 15 de mayo de 2021, en UFC 262. Perdió el combate por TKO al final del segundo asalto.
El 30 de abril de 2022, en el marco del UFC on ESPN 35, perdió el combate contra Shanna Young por TKO en el segundo asalto.
En mayo de 2022, se informó que Mazany fue liberada de UFC.

### Después de UFC
En su primer combate tras su salida de UFC, Mazany se enfrentó a Elizabeth Schroder el 9 de diciembre de 2022 en FAC 17, ganando el combate por decisión dividida.

## Vida personal
Su hermano, Dave Mazany, también es luchador de MMA, y pelea bajo las siglas EFC en Sudáfrica.
Tras graduarse en The Art Institute of Seattle, trabajó como diseñadora gráfica.
Mazany mantuvo una relación con el luchador de peso mosca de la UFC Tim Elliott. Elliott afirmó que Gina le fue infiel con su amigo, el también luchador Kevin Croom, mientras estaban casados. Reveló que lo descubrió por el envío de varios mensajes que Gina le enviaba a una amiga, contándole el caso. Al ser descubierta confesó dicha infidelidad.

## Récord en artes marciales mixtas
| Resultado | Récord | Oponente           | Método                        | Evento                                | Fecha                   | Ronda | Tiempo | Localización   |
| --------- | ------ | ------------------ | ----------------------------- | ------------------------------------- | ----------------------- | ----- | ------ | -------------- |
| Victoria  | 8–6    | Elizabeth Schroder | Decisión (split)              | FAC 17                                | 9 de diciembre de 2022  | 3     | 5:00   | Independence   |
| Derrota   | 7–6    | Shanna Young       | TKO (puñetazos)               | UFC on ESPN: Font vs. Vera            | 30 de abril de 2022     | 2     | 3:11   | Las Vegas      |
| Derrota   | 7–5    | Priscila Cachoeira | TKO (puñetazos)               | UFC 262                               | 15 de mayo de 2021      | 2     | 4:51   | Houston        |
| Victoria  | 7–4    | Rachael Ostovich   | TKO (body ticks)              | UFC on ESPN: Smith vs. Clark          | 28 de noviembre de 2020 | 3     | 4:10   | Las Vegas      |
| Derrota   | 6–4    | Julia Avila        | TKO (puñetazos)               | UFC on ESPN: Eye vs. Calvillo         | 13 de junio de 2020     | 1     | 0:22   | Las Vegas      |
| Victoria  | 6–3    | Valerie Barney     | TKO (puñetazos)               | KOTC: Golden Fights                   | 25 de enero de 2020     | 1     | 3:22   | Grand Junction |
| Derrota   | 5–3    | Macy Chiasson      | TKO (puñetazos)               | UFC 235                               | 2 de marzo de 2019      | 1     | 1:49   | Las Vegas      |
| Derrota   | 5–2    | Lina Länsberg      | Decisión (unánime)            | UFC Fight Night: Thompson vs. Till    | 27 de mayo de 2018      | 3     | 5:00   | Liverpool      |
| Victoria  | 5–1    | Wu Yanan           | Decisión (unánime)            | UFC Fight Night: Bisping vs. Gastelum | 25 de noviembre de 2017 | 3     | 5:00   | Shanghái       |
| Derrota   | 4–1    | Sara McMann        | Sumisión (arm-triangle choke) | UFC Fight Night: Lewis vs. Browne     | 19 de febrero de 2017   | 1     | 1:14   | Halifax        |
| Victoria  | 4–0    | Katie Halley       | TKO (puñetazos)               | AFC 124                               | 18 de mayo de 2016      | 1     | 2:45   | Anchorage      |
| Victoria  | 3–0    | Priscilla White    | Decisión (unánime)            | Rumble on the Ridge 27                | 16 de marzo de 2013     | 3     | 5:00   | Snoqualmie     |
| Victoria  | 2–0    | Jackie Mikalsky    | TKO (puñetazos)               | TFC 6                                 | 20 de marzo de 2009     | 1     | 1:32   | Edmonton       |
| Victoria  | 1–0    | Violeta Rodriguez  | Sumisión                      | AFC 50                                | 20 de agosto de 2008    | 1     | 1:11   | Anchorage      |